# Räckelwitz
Räckelwitz (în limba sorabă de sus Worklecy) este o comună din landul Saxonia, Germania.
Municipalitatea este amplasată în Teritoriile de așezări sorabe ancestrale.

## Localități componente
Dreihäuser (Horni Hajnk), Höflein (Wudwor), Neudörfel (Nowa Wjeska), Räckelwitz, Schmeckwitz (Smjeckecy) și Teichhäuser (Haty).

## Personalități
- Michał Hórnik (1833 - 1894), scriitor de limbă sorabă;
- Jurij Brězan (1916 - 2006), scriitor;
- Stanislaw Tillich (n. 1959), politician, fost premier al Saxoniei.

1. ↑  Alle politisch selbständigen Gemeinden mit ausgewählten Merkmalen am 31.12.2018 (4. Quartal) (în germană), Statistisches Bundesamt[*], arhivat din original la 10 martie 2019, accesat în 10 martie 2019